# XEITE-AM
XEITE-AM 830 kHz, Lokura Rock es una emisora comercial que transmite en la banda de amplitud modulada con 25 kW de potencia en la Ciudad de México.

## Historia

### XELA
Esta estación inicia sus transmisiones el 5 de julio de 1940 por José Luis Fernández Soto con la razón social Radio Metropolitana, S.A. de C.V., con el indicativo XELA-AM, siendo conocida como “Buena música desde la Ciudad de México”, transmitiendo música clásica y de concierto, logrando ser un referente en su género y una estación de culto para el público que le gustaba la música selecta.
XELA-AM se fundó cuando algunos empresarios aficionados a la buena música entregaron sus propios discos para fundar la estación en un local del Paseo de la Reforma, frente a la glorieta Colón. Ernesto Finke fue su primer coordinador de programación, que fue ayudado por Teodoro González de León y José Harfuch, conformando el primer equipo de trabajo de la estación. Algunas emisiones transmitidas por XELA fueron: La hora sinfónica Corona (patrocinada por Grupo Modelo), Los grandes maestros de la música, El piano y sus intérpretes, Discoteca del coleccionista, El compositor de la semana y En el siglo de la música barroca.
XELA en 1963 sería adquirida por la empresa radiofónica Grupo Imagen Comunicación en Radio, concesionaria de las estaciones XEDA-AM 1290 kHz y XEDA-FM 90.5 MHz, quienes transmitían música instrumental; posteriormente en 1979 se crearía su contraparte en FM, XELA-FM 98.5 MHz, que retransmitiría la programación de AM para posteriormente en la segunda mitad de los 80 independizar su formato con el nombre de Stereo Classics.
A principios de los 90 la estación fue integrada a la naciente MVS Radio, luego de que Frecuencia Modulada Mexicana y Grupo Imagen hicieran una alianza para que la nueva empresa operara comercialmente en la Ciudad de México las emisoras XELA-AM 830 kHz (Buena Música desde la Ciudad de México), XEDA-AM 1290 kHz (Rock N’Radio, que sería vendida en 1993 a Radio S.A. para establecer Radio 13), XEDA-FM 90.5 MHz (Pulsar FM), XHDL-FM 98.5 MHz (Radioactivo 98.5), XHMVS-FM 102.5 MHz (Stereorey) y XHMRD-FM 104.9 MHz (FM Globo 105); dicha alianza finalizó en el 2000 e Imagen Telecomunicaciones se quedó con las frecuencias 90.5 FM, 98.5 FM y 830 AM.
En 2000 XELA estableció su presencia en internet con la página www.xela.com.mx.

### Estadio W y formación del CONAREXELA
El 2 de enero de 2002, XELA-AM finalizó la transmisión de música clásica cuando Grupo Imagen Telecomunicaciones decidió rentar la estación al empresario Alejandro Burillo Azcárraga, dueño del Grupo Pegaso, modificándose el contenido a programación deportiva estableciéndose Estadio W 830 AM (concepto originado en XEFR-AM 1180 kHz de Grupo ACIR con el nombre de Súper Deportiva), asimismo se cambió el indicativo de la emisora de XELA-AM a XEITE-AM.
El cambio de programación en la estación provocó la inconformidad del público radioescucha de la XELA, quienes buscaron el restablecimiento de la misma con la formación del llamado CONAREXELA (Comité Nacional de Rescate de la XELA) el 10 de julio del mismo año, integrado por personajes importantes de la cultura y sociedad. Inicialmente el CONAREXELA buscó que el IMER acogiera la emisora, sin embargo Dolores Béistegui, entonces directora de la entidad radiofónica pública negó la petición al asegurar que su estación Opus 94 (XHIMER-FM 94.5 MHz) contaba con el mismo formato que XELA.

### Radio Capital
El concepto Estadio W se transmite en XEITE-AM hasta el 30 de junio de 2002, cuando la estación es vendida a Grupo Mac Multimedia, perteneciente a la familia Maccise quienes continuaron utilizando el nombre comercial: Radio Capital, el cual se usó anteriormente en varias estaciones pertenecientes a Grupo ACIR como lo fue la estación XECH-AM 1040 kHz, en Toluca, México y que al ser comprada ésta por la familia Maccise continuo usando el mismo nombre comercial.
Radio Capital es un formato hablado con programación informativa, deportiva y de contenido, aunque a partir de 2008 integraron programación musical contemporánea en español, para 2013 tuvo un cambio importante en imagen y contenidos con la integración del canal Efekto TV al Grupo Mac Multimedia, rebautizado como Capital Media, por lo que la programación de Radio Capital es mayoritariamente informativa, en transmisión simultánea con Efekto TV.

### Quiéreme
A partir del 14 de febrero de 2019 emite el formato Quiéreme, de Grupo Siete Comunicación. En diciembre del mismo año cambia de formato a "Ondas de Paz" con programación religiosa cristiana.
El 17 de febrero de 2020 regresa Radio Capital y "Ondas de Paz" se cambia al XEEST-AM 1440 kHz.
El 1 de marzo de 2021 ingresó el formato religioso Radio Omega saliendo del aire el 1 de agosto de 2024.
El 5 de agosto del 2024 el formato rock de Lokura FM inicio transmisiones en XEITE-AM 830 kHz en simulcast con XHCH 89.3 de Toluca Estado de México.
El 22 de noviembre de ese mismo año, Lokura Rock fue reemplazado por el formato cristiano "La Voz" que duró hasta el 7 de junio de 2025 cuando el formato de Lokura Rock regreso nuevamente a dicha frecuencia.